# Gaubertin
 Gaubertin  es una población y comuna francesa, situada en la región de Centro, departamento de Loiret, en el distrito de Pithiviers y cantón de Beaune-la-Rolande.

## Demografía
| 229 | 227 | 174 | 143 | 174 | 194 |
| Para los censos de 1962 a 1999 la población legal corresponde a la población sin duplicidades (Fuente: INSEE [Consultar]) |     |     |     |     |     |